# Sol Brodsky
Soloman Brodsky (Nueva York, 22 de abril de 1923-4 de junio de 1984) fue un historietista estadounidense que, como director de producción de la edad de plata de las historietas en la editorial Marvel Comics, fue uno de los arquitectos clave de la expansión de la pequeña empresa a un importante conglomerado de la cultura pop. Más tarde ascendió a vicepresidente de operaciones y vicepresidente de proyectos especiales. «Sol fue realmente mi mano derecha durante años», describió el editor de Marvel y patriarca de la compañía, Stan Lee.
Brodsky trabajó principalmente detrás de escena, sin recibir créditos. Sus logros incluyen la cocreación, con el rotulista Artie Simek, del famoso logotipo de The Amazing Spider-Man, así como otros logotipos que todavía estaban en uso a mediados de la década de 2000. Después de décadas fue acreditado tardíamente como el entintador del arte a lápiz de Jack Kirby para The Fantastic Four #3-4 (marzo-mayo de 1962) y muchos otros cómics emblemáticos.
Lee describió a Brodsky como «mi asistente durante años y el jefe de producción de la compañía. Podía escribir, podía dibujar, podía entintar, podía hacer todo».

## Biografía

### Primeros años y carrera temprana
Nació en el distrito de Brooklyn, Nueva York, Estados Unidos, el hijo de Abraham y Dora Brodsky, Sol Brodsky era el mayor entre los hermanos Leonard, Ted y Faye. Decidió a temprana edad dedicarse a la caricatura y tomó un trabajo barriendo pisos en la editorial Archie Comics para ingresar a la industria. Un tributo de 1985 en la revista promocional de Marvel Marvel Age cita su debut en el medio de la historieta a los 17 años en 1940 «en el cómic V-Man», aunque el cómic en realidad se tituló V ••• usando código morse como parte del título; los dos números de esta historieta de Fox Comics protagonizado por el superhéroe V-Man tenían fecha de portada de enero y marzo de 1942. El primer crédito de cómics confirmado de Brodsky fue como entintador de una historia de seis páginas del personaje Volton en Cat-Man Comics vol. 3, #2 de la editorial Holyoke Publishing (julio de 1942).
Ese año Brodsky comenzó su larga, aunque inicialmente intermitente, asociación con Marvel Comics, escribiendo y dibujando cuatro tiras cómicas de una página de «Inky Dinky» en Mystic Comics #10 (agosto de 1942) y una más en Comedy Comics #11 (septiembre de 1952), para el predecesor de la compañía en la década de 1940, Timely Comics. La primera portada que se conoce de su autoría fue para Blue Beetle #17 de Holyoke Publishing (diciembre de 1942).
Brodsky hizo su servicio militar en Cuerpo de Señales del Ejército de Estados Unidos durante la Segunda Guerra Mundial y llegó al rango de cabo. De acuerdo con un artículo de Marvel Age, estuvo estacionado en el USS Fairfax, pero ese destructor fue dado de baja para convertirse en el barco de la Marina Real británica HMS Richmond el 26 de noviembre de 1940, más de un año antes de que Estados Unidos entrara en guerra.
Después de regresar de su servicio militar, Brodsky creó la presentación «Red Cross» en la serie de aviación Captain Aero Comics de Holyoke Publishing, en donde se publicó como un respaldo de los números 21 a 25 (diciembre de 1944-febrero de 1946).

El historietista Allen Bellman recordó en 2005: 
Sol y yo éramos amigos cercanos. Ambos vivíamos en Brooklyn y yo ya estaba casado. [...] Cuando Roz y yo nos casamos, nos mudamos a Asbury Park, en la costa de [Nueva] Jersey, y Sol y su esposa nos visitaban con frecuencia. Era una persona cálida y de buen carácter.
Brodsky se casó con Selma Cohen el 28 de noviembre de 1948. Janice, su primera hija, nació el 7 de agosto de 1952 y Gary, su hijo, el 18 de marzo de 1957.

### Atlas Comics
A fines de 1950 o principios de 1951, la fecha exacta es incierta debido a que el trabajo de Brosky a menudo no estaba firmado, comenzó a dibujar y entintar para el precursor de Marvel de la década de 1950, Atlas Comics. Tentativamente se le acredita como artista de portada de Marvel Boy #1-2 (diciembre de 1950-febrero de 1951), y se han confirmado sus créditos como dibujante de portadas e historias ocasionales a lo largo de la década de 1950 en números de las historietas de terror y suspenso de Atlas Adventures into Weird Worlds, Strange Tales y Uncanny Tales; los wésterns Kid Colt, Outlaw, Gunsmoke Western, Western Outlaws y Wild Western; la revista satírica Crazy; así como en títulos de diversos géneros como Sports Action y Spy Fighters. También dibujó la portada de Sub-Mariner Comics #34 (junio de 1954).

Después que Atlas se reorganizó alrededor de 1954, el editor Martin Goodman despidió a todo el personal de la división de historietas excepto al editor en jefe Stan Lee. Stan Goldberg, caricaturista independiente, colorista de Marvel y artista de Millie the Model, recordó: 
Necesitaban a alguien en la producción para manejar las cosas, ya que realmente no tenían personal. Yo iba [a las oficinas de Atlas] un par de días a la semana para ayudar, pero tenía mucho trabajo independiente propio, así que no podía hacerme cargo de mucho. Stan se puso en contacto con Sol. Stan era un departamento de un solo hombre y con Sol se convirtió en un departamento de dos hombres.
Como explicó Lee: 
Sol y yo éramos todo el personal de Atlas Comics. Yo compraba el arte y los guiones y Sol hacía toda la producción. Mi trabajo consistía principalmente en hablar con los artistas y los escritores y decirles que quería que terminaran las cosas. Sol hacía [...] las correcciones, asegurándose de que todo se viera bien, asegurándose de que las cosas llegaran al grabador y también hablaba con el impresor. Él era realmente el director de producción. Y luego, poco a poco, reconstruimos las cosas.
Durante un estancamiento económico en 1957, Goodman volvió a despedir a todo el personal de la editorial, con excepción de Lee. Brodsky se asoció Mike Esposito, su amigo y colega dibujante de cómics, con la intención de fundar una editorial, pero ni los prototipos de revistas de Brodsky, que incluían una revista para fanáticos del rock and roll, ni sus kits de viaje para niños, que contenían cosas para dibujar, jugar y entretenerse durante los viajes, encontraron un inversionista.[cita requerida]
Brodsky tuvo mucho más éxito con una serie de cómics promocionales que creó y produjo para la cadena de restaurantes Big Boy, que fueron escritos en su mayoría por Lee. Brodsky también produjo historietas promocionales para la empresa de alimentos congelados Bird's Eye, que incluían vegetales parlantes. En 1958, Brodsky se convirtió en editor fundador de la revista satírica Cracked.

### Marvel Comics
Brodsky trabajó como autónomo para Marvel Comics entintando The Fantastic Four #3 y #4 entre otras portadas e interiores, hasta que dejó Cracked en 1964. A medida que Marvel comenzó a expandirse con el éxito de Fantastic Four, The Amazing Spider-Man y otros títulos, las habilidades organizativas y la actitud tranquila de Brodsky llevaron a Lee a ofrecerle el puesto recién creado de gerente de producción en 1964. Cuando el artista Bill Everett, en su regreso a Marvel después de muchos años en el arte comercial, entregó Daredevil #1 (abril de 1964) extremadamente tarde, Brodsky y el artista de Spider-Man Steve Ditko entintaron «muchos fondos y figuras secundarias sobre la marcha [e] improvisó la portada y la página de bienvenida a partir del dibujo conceptual original de Kirby».
Roy Thomas describió las oficinas de Marvel en 1965 como «solo tres o cuatro cuartitos. La oficina de Stan era tan grande como todo lo demás junto, y Sol Brodsky, Flo Steinberg y Marie Severin estaban hacinados en otras dos pequeñas habitaciones».

Es posible que algunos cómics de humor de Marvel con arte acreditado a Brodsky no hayan sido obra suya. Como señala el historiador de cómics Mark Evanier: 
[...] hubo unos cuantos números de Millie the Model y otras historietas para adolescentes firmadas por Sol Brodsky o «Solly B». Brodsky era el gerente de producción de la empresa y un entintador ocasional, y entinto unas pocas historias de Millie que le son acreditadas. Pero todas fueron, al menos, dibujadas por Stan Goldberg. En aquel momento, Stan estaba haciendo trabajo ocasional para las personas de Archie Comics y a ellos no les gustaba ver que sus artistas dibujaran en el estilo de otras editoriales. Así que cuanto Stan dibujaba historietas para adolescentes para Marvel, ponían el nombre de Brodsky en ellos con la esperanza de que los editores de Archie no sabrían que eran su obra.
Brodsky pasó unos meses lejos de Marvel a principios de la década de 1970, cuando él e Israel Waldman cofundaron la editorial Skywald Publications, cuyo nombre estaba compuesto por abreviaciones de sus apellidos. En algún momento antes del 19 de mayo de 1978 se convirtió en vicepresidente de operaciones de acuerdo con la fecha de una carta que le había enviado a un fanático de Marvel, subastada años después. 

El ex editor en jefe de Marvel, Jim Shooter, recordó en 2011 que después de la desaparición de Skywald:
Sol necesitaba un trabajo y se acercó a Stan [Lee], pero ya se había contratado a un nuevo gerente de producción en su ausencia: John Verpoorten. Stan convenció a la junta de Cadence [Industries, la entonces empresa matriz de la editorial] para que creara un nuevo puesto para Sol, «vicepresidente de operaciones». Esencialmente, volvió a ser la mano derecha de Stan.
Al Hewetson, quien sucedió a Brodsky como editor de Skywald, cuestionó en 2004 la versión de Shooter, recordando que Brodsky le había dicho: «Marvel me hizo una oferta para volver y desarrollar su sindicación en el extranjero, y lo haré. Esta es una gran oportunidad.»
Los últimos números acreditados de Brodsky como editor y el primero de Hewetson con este cargo tienen fecha de portada de agosto de 1972, mientras que las últimas revistas de Skywald tienen fecha de portada de octubre de 1974. Más tarde, como vicepresidente de proyectos especiales, supervisó Marvel UK, Marvel Books y otras iniciativas de expansión de la editorial.
Una versión ficticia de Brodsky aparece entre los bañistas reunidos alrededor de un Namor inconsciente en la primera página de The Sub-Mariner #19 (noviembre de 1969), dibujada por Marie Severin. Como una broma interna, Severin había dibujado al personal de Marvel así como a tres amigos personales de ella como espectadores; Brodsky es el hombre con la camisa hawaiana en la parte inferior derecha, haciendo un gesto a la policía y parado frente a Mike Esposito. Otra versión ficticia de Brodsky apareció junto a Lee, Kirby y Steinberg, todos transformados en una versión de los Cuatro Fantásticos basada en bullpen en What If Vol. 1, #11 (octubre de 1978); esta historia, escrita y dibujada por Kirby, presentaba Brodsky como la Antorcha Humana.

### Vida personal
El hijo de Brodsky, Gary, fundó Solson Publications, una efímera compañía de cómics independientes durante la década de 1980. Solson publicó un número de T.H.U.N.D.E.R., una versión actualizada del equipo de superhéroes T.H.U.N.D.E.R. Agents escrita por Michael Sawyer y dibujada por E. Lyle, así como Reagan Riders, una parodia del presidente de Estados Unidos Ronald Reagan con superpoderes. La hija de Brodsky, Janice Cohen, ha sido colorista para Marvel Comics.
Allyn Brodsky, un escritor ocasional de Marvel durante la década de 1970 y que fue asistente de Stan Lee, no tiene parentesco con Sol Brosky.